# Buruanga (Aklan)
Buruanga is een gemeente in de Filipijnse provincie Aklan in het noordwesten van het eiland Panay. Bij de laatste census in 2007 had de gemeente bijna 16 duizend inwoners.

## Geografie

### Bestuurlijke indeling
Buruanga is onderverdeeld in de volgende 15 barangays:
| - Alegria - Bagongbayan - Balusbos - Bel-is - Cabugan - El Progreso - Habana - Katipunan | - Mayapay - Nazareth - Panilongan - Poblacion - Santander - Tag-osip - Tigum |

## Demografie
Buruanga had bij de census van 2007 een inwoneraantal van 15.767 mensen. Dit zijn 690 mensen (4,6%) meer dan bij de vorige census van 2000. De gemiddelde jaarlijkse groei komt daarmee uit op 0,62%, hetgeen lager is dan het landelijk jaarlijks gemiddelde over deze periode (2,04%).